# Дарлинг, Дженнифер
Дже́ннифер Да́рлинг (англ. Jennifer Darling; 19 июня 1946, Питтсбург, Пенсильвания, США) — американская актриса

.

## Биография и карьера
Дарлинг родилась в Питтсбурге, штат Пенсильвания, и начала танцевать в возрасте трёх лет в студии танца Gene Kelly. В возрасте 6-ти лет она выступала в различных шоу в танцевальной студии. Будучи подростком, Дарлинг посещала Школу актёрского мастерства Питтсбурга, затем перешла в Университет Карнеги-Меллона, где окончила факультет драмы. После окончания школы она была членом оригинальной компании Театра американской консерватории (A.C.T.). Несколько лет она работала с Питтсбургским театральным домом, прежде чем перейти на стадион Вашингтон-Арена в Вашингтоне, округ Колумбия.
Её самая известная роль на экране Пегги Каллахан, секретарь Оскара Голдмана, в телесериале «Шесть миллионов долларов» и «Бионическая женщина». В аниме она — голос Айеки в английском дублировании «Tenchi Muyo!».
Дженнифер в разводе с актёром Генри Полом Иткином, от которого у неё есть дочь Алексис.

## Избранная фильмография
| Год       |    | Русское название                          | Оригинальное название                    | Роль                 |
| --------- | -- | ----------------------------------------- | ---------------------------------------- | -------------------- |
| 1977—1980 | с  | Восьми достаточно                         | Eight Is Enough                          | Донна                |
| 1980      | с  | Лодка любви                               | The Love Boat                            | Элис Гейнс           |
| 1983      | мс | Подземелье драконов                       | Dungeons & Dragons                       | Различные персонажи  |
| 1983      | с  | Каскадёры                                 | The Fall Guy                             | Мэри Джо             |
| 1982      | ф  | Полицейская академия 2: Их первое задание | Police Academy 2: Their First Assignment | Мэр                  |
| 1985      | мс | Война гоботов                             | Challenge of the GoBots                  | Тройлин              |
| 1986      | мс | Джонни Квест                              | Jonny Quest                              | Различные персонажи  |
| 1991      | мс | Чёрный Плащ                               | Darkwing Duck                            | Доктор Ронда Дендрон |
| 1997      | мф | Аннабелль                                 | Annabelle's Wish                         | Стар                 |
| 2004      | с  | Клиент всегда мёртв                       | Six Feet Under                           | мать Иди             |